# Thylacoleo
A Thylacoleo a húsevő erszényesek kihalt neme, amely Ausztráliában élt a késő pliocéntől a késő pleisztocénig (2 millió - 46 ezer évvel ezelőtt). Abban az időben közülük kerültek ki Ausztrália legnagyobb emlős ragadozói, a Thylacoleo carnifex faj példányainak súlya megközelítette a nőstény oroszlánét. A faj egyedeinek becsült átlagos súlya 101– 130 kg volt.
A nem leírását először 1859-ben publikálták a Thylacoleo carnifex típusfaj leírásával. Az új taxont a Richard Owen rendelkezésére bocsátott fosszilis példányok vizsgálata alapján állapították meg. A család erről a leírásról kapta a nevét, az erszényesoroszlán-félék ugyanis latinul Thylacoleonidae.
A Thylacoleo carnifex köznyelvi neve „erszényesoroszlán”, mely elnevezés a méhhel rendelkező oroszlánhoz való felszínes hasonlóságra és a nagyragadozóként betöltött ökológiai szerepére utal. A Thylacoleo nem áll szoros rokonságban az oroszlánnal (Panthera leo).
A Thylacoleo - erszényesoroszlánok, melyek körülbelül 2 millió évvel ezelőtt, a késő pliocén korszakban éltek és mintegy 30 000 évvel ezelőtt kihaltak a késő pleisztocén korszakban. Három faj ismert:
- Erszényesoroszlán (Thylacoleo carnifex): a holotípus koponyát 1843-ban William Adeney pásztor gyűjtötte össze a Colongulac-tóból.[2]
- A Thylacoleo crassidentatus a pliocén korban élt, körülbelül 5 millió évvel ezelőtt, és körülbelül akkora volt, mint egy nagyméretű kutya. Fosszíliáit Queensland délkeleti részén találták meg.
- A Thylacoleo hilli szintén pliocén korban élt, és fele akkora volt, mint a T. crassidentatus.

Az erszényesoroszlán-félék más képviselőinek, például a Microleo és a Wakaleo kövületei a késő oligocén korszakból származnak, mintegy 24 millió évvel ezelőttről.

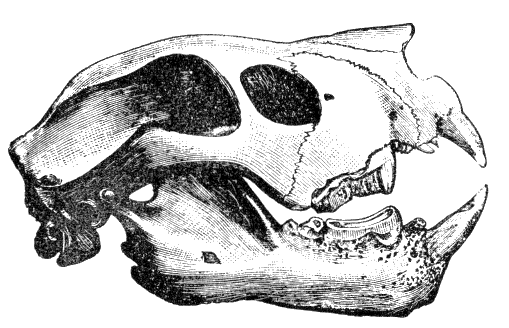
Az erszényesoroszlán koponyája

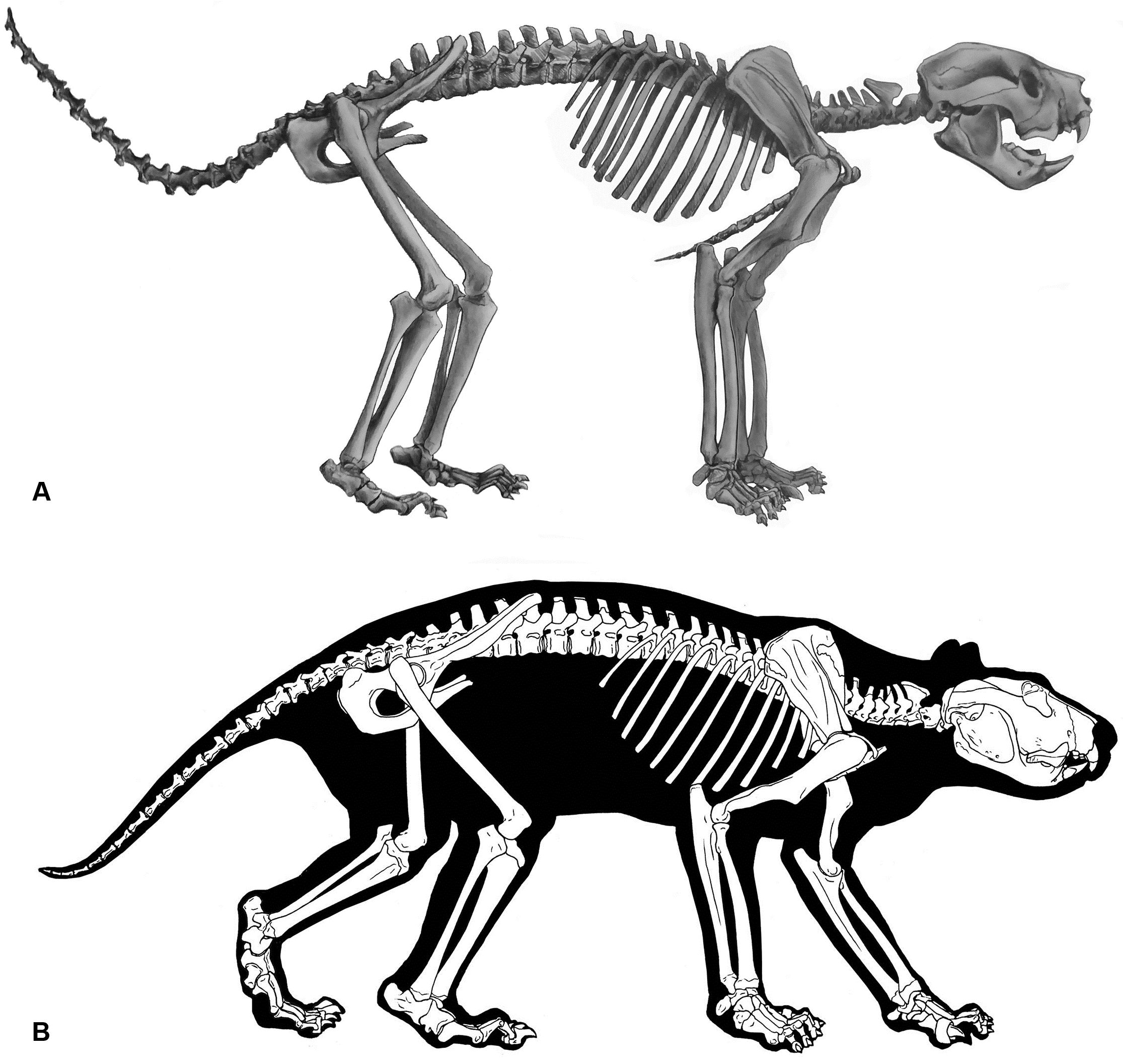
Az erszényesoroszlán rekonstrukciója

## Fordítás
Ez a szócikk részben vagy egészben  a   Thylacoleo című angol Wikipédia-szócikk ezen változatának fordításán alapul.  Az eredeti cikk szerkesztőit annak laptörténete sorolja fel. Ez a jelzés csupán a megfogalmazás eredetét és a szerzői jogokat jelzi, nem szolgál a cikkben szereplő információk forrásmegjelöléseként.